# Mitogenom-aktivirana proteinska kinaza 1
Mitogenom-aktivirana proteinska kinaza 1, takođe poznata kao MAPK1, p42MAPK, i ERK2, je enzim koji je kod ljudi kodiran MAPK1 genom.

## Funkcije
Protein kodiran ovim genom je član familije MAP kinaza. Mitogenom-aktivirane proteinske kinaze, su takođe poznate kao ekstracelularnim signalom regulisane kinaze (ERK). One deluju kao tačka integracije višestrukih biohemijskih signala, i učestvuju u širokom varijetetu ćelijskih procesa kao što su proliferacija, diferencijacija, i regulacija transkripcije i razvoja. Prirekvizit aktivacije ove kinaze je njena fosforilisana uzvodnim kinazama. Nakon aktivacije, ova kinaza se translocira u jedro stimulisanih ćelija, gde ona fosforiliše proteine jedra. Dve alternativno splajsovane transkriptne varijante, koje se razlikuju u netranskribovanim regionima, kodiraju isti protein.

## Interakcije
Za MAPK1 je bilo pokazano da interaguje sa TSC2, , , , , , , , , , , , , , , , , Fosfatidiletanolamin vezujući protein 1, DUSP22, , , , ELK1, , , ,  i UBR5.

## Literatura
- Morishima-Kawashima M; Hasegawa M; Takio K;  . (1995). „Hyperphosphorylation of tau in PHF.”. Neurobiol. Aging. 16 (3): 365—71; discussion 371—80. PMID 7566346. doi:10.1016/0197-4580(95)00027-C.
- Davis RJ (1996). „Transcriptional regulation by MAP kinases.”. Mol. Reprod. Dev. 42 (4): 459—67. PMID 8607977. doi:10.1002/mrd.1080420414.
- Peruzzi F, Gordon J, Darbinian N, Amini S (2003). „Tat-induced deregulation of neuronal differentiation and survival by nerve growth factor pathway.”. J. Neurovirol. 8 Suppl 2: 91—6. PMID 12491158. doi:10.1080/13550280290167885.
- Greenway AL; Holloway G; McPhee DA;  . (2004). „HIV-1 Nef control of cell signalling molecules: multiple strategies to promote virus replication.”. J. Biosci. 28 (3): 323—35. PMID 12734410. doi:10.1007/BF02970151.
- Meloche S, Pouysségur J (2007). „The ERK1/2 mitogen-activated protein kinase pathway as a master regulator of the G1- to S-phase transition.”. Oncogene. 26 (22): 3227—39. PMID 17496918. doi:10.1038/sj.onc.1210414.
- Nicholas C. Price; Lewis Stevens (1999). Fundamentals of Enzymology: The Cell and Molecular Biology of Catalytic Proteins (Third изд.). USA: Oxford University Press. ISBN 019850229X.
- Eric J. Toone (2006). Advances in Enzymology and Related Areas of Molecular Biology, Protein Evolution (Volume 75 изд.). Wiley-Interscience. ISBN 0471205036.
- Branden C; Tooze J. Introduction to Protein Structure. New York, NY: Garland Publishing. ISBN 0-8153-2305-0.
- Irwin H. Segel. Enzyme Kinetics: Behavior and Analysis of Rapid Equilibrium and Steady-State Enzyme Systems (Book 44 изд.). Wiley Classics Library. ISBN 0471303097.